# Coupon-réponse international
Pour les articles homonymes, voir IRC et CRI.

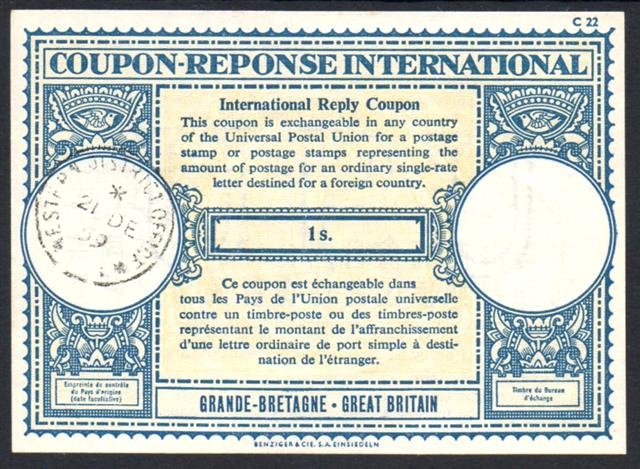
Un coupon-réponse international britannique.

Le coupon-réponse international (CRI, pluriel: coupons-réponse) a été créé par l'Union postale universelle (UPU) lors du congrès de Rome en 1906 pour faciliter les échanges postaux internationaux.

## Description
Le coupon-réponse international permet à l'expéditeur de fournir à son destinataire à l'étranger le moyen de lui répondre en obtenant gratuitement un ou plusieurs timbres pour un affranchissement minimal par envoi prioritaire ou une lettre-avion non recommandée. Puisque seuls les timbres émis par un pays sont valables au départ de celui-ci (on ne peut envoyer de courrier depuis la France qu'avec des timbres français, par exemple), ce coupon est échangeable contre des timbres locaux dans tous les bureaux de poste des pays membres de l'UPU.
Si tous les pays de l'UPU ne vendent pas de CRI, tous sont obligés de les accepter, y compris ceux acquis dans un pays voisin.
Le CRI est l'équivalent postal du chèque de voyage (sauf qu'il ne s'agit pas d'un moyen de paiement).

## Histoire

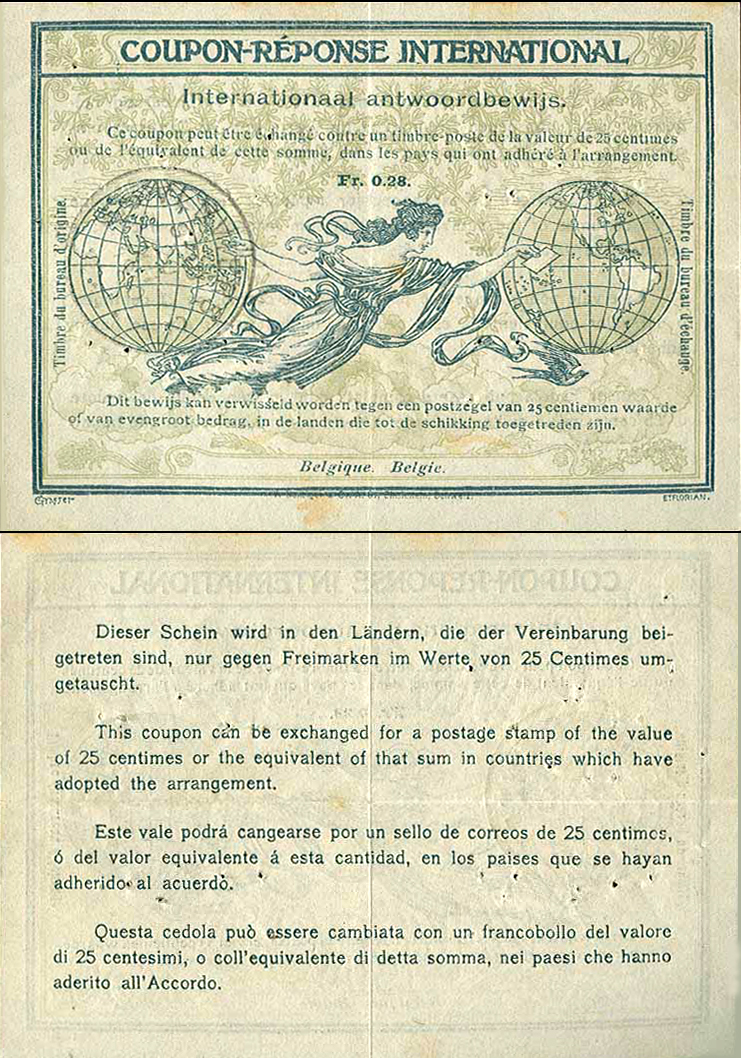
Coupon-réponse international belge de 1907.

L'Union postale universelle (UPU), qui regroupe les administrations postales du monde depuis 1878, avait répondu à la demande de l'émission d'un timbre-poste universel par la création des coupons-réponse internationaux lors du son congrès de Rome en 1906. La première émission est effectuée le 1er octobre 1907. Un particulier achetait dans son pays un coupon-réponse international au prix de 0,28 Franc (ou son équivalent) et l'envoyait à son correspondant, partout dans le monde. Ce destinataire se rendait dans un quelconque bureau de poste où, contre la remise de ce coupon, il recevait un ou plusieurs timbres-poste de son pays, d'une valeur correspondant à l'affranchissement d'une lettre en service international (0,25 Franc ou son équivalent). La différence de 0,03 Franc servait à couvrir les frais de compensation entre les administrations postales, l'une ayant reçu la totalité de l'argent du coupon, l'autre ayant vendu un timbre-poste sans perception d'argent. Comme il y avait à cette époque une bonne stabilité de la parité de change des monnaies, le système pouvait fonctionner sans problème. 
La sortie de la Première Guerre mondiale et ses conséquences financières sur l'économie mondiale ont totalement ébranlé le système, du fait des dévaluations de la plupart des monnaies européennes et de l'augmentation des tarifs postaux qui s'ensuivirent. Des administrations postales devenaient déficitaires dans ces échanges et durent prendre des mesures restreignant l'utilisation de ce service.
Le profit qui pouvait être réalisé en achetant des coupons-réponses internationaux dans un pays pour les échanger contre des timbres d'une valeur supérieure dans un autre est à la base du système de Ponzi imaginé par Charles Ponzi en 1919.